# Touba, Coasta de Fildeș
Touba este un oraș din Coasta de Fildeș, aproape de granița cu Guineea, la 680 km NE de Abidjan. Populația orașului aparține în majoritate grupului etnic Mahou. Touba a avut conform unui calcul din 2009 o populație de 28 de persoane. 